# Fedor Sanguszko
Fedor Sanguszko, (né vers 1500, mort en novembre 1547), staroste de Volodymyr en 1531, maréchal de Volynie en 1535, staroste de Bratslav et de Vinnitsa en 1544.

## Les origines familiales
La famille Sanguszko doit sa fortune en étant au service des grands-ducs de Lituanie. L'arrière-grand-père de Fedor, Alexandre (Sanguszko) Fedorovitch deviendra duc de Ratno de 1433 à 1443. Le père de Fedor, Andrei, est régent de Krzemieniec (1498-1502), régent de Bratslav et de Vinnitsa en 1500, staroste de Vladimir (1508-1531), maréchal de Volynie en 1522. Son fils ainé Roman est staroste de Bratslav et de Vinnitsa, mais il meurt en 1517 et son père en 1534. 

## Staroste des confins
C'est Fedor qui prend alors la suite, succédant à son père en tant que staroste de Vladimir en Volynie d'abord, devenant maréchal des terres volyniennes ensuite, puis staroste de Bratslav et de Vinnitsa enfin. Il se distingue alors rapidement en organisant une expédition vers la forteresse turque d'Otchakov sur la mer Noire, engageant à cette occasion beaucoup de Cosaques.